# M. Shadows
 Der er for få eller ingen kildehenvisninger i denne artikel, hvilket er et problem. Du kan hjælpe ved at angive troværdige kilder til de påstande, som fremføres i artiklen.

Matthew Charles Sanders (født 31. juli 1981), bedre kendt som M. Shadows, er forsanger i det amerikanske heavy metal-band Avenged Sevenfold. Han stammer fra Huntington Beach, Californien.

## Biografi
M. Shadows begyndte at synge i en tidlig alder. Hans interesse for rock musik voksede i takt med at han blev ældre, og han begyndte også at spille guitar i den sammenhæng. Han gik på Huntington Beach High School, hvor han kortvarigt spillede i punkbandet Successful Failure. Efterfølgende dannede M. Shadows bandet Avenged Sevenfold sammen med hans nære venner, Zacky Vengeance, The Rev og Matt Wendt. Kort efter sluttede Synyster Gates sig til bandet, som bandets lead guitarist. I 2001 udgav bandet deres første album, Sounding The Seventh Trumpet. Albummet, som var selvproduceret, fik blandede anmeldelser, hovedparten af anmeldelserne var dog positive. Efter succesen med deres første album, udgav bandet deres andet album, Waking the Fallen, i 2003. Senere i 2003 spillede Avenged Sevenfold på turnéen, Warped Tour.

## Privatliv
M. Shadows er gift med Valary DiBenedetto.

## Diskografi

### Studiealbum
| År   | Titel                        |
| ---- | ---------------------------- |
| 2001 | Sounding the Seventh Trumpet |
| 2003 | Waking the Fallen            |
| 2005 | City of Evil                 |
| 2007 | Avenged Sevenfold            |
| 2010 | Nightmare                    |
| 2013 | Hail to the King             |
| 2016 | The Stage                    |